# Parafia św. Ignacego Loyoli i św. Andrzeja Boboli w Jastrzębiej Górze
Parafia św. Ignacego Loyoli i św. Andrzeja Boboli w Jastrzębiej Górze – parafia położona w Jastrzębiej Górze. Należy do dekanatu Żarnowiec Archidiecezji Gdańskiej.

## Historia
Parafia została erygowana 20 marca 1971 z parafii w Strzelnie. Prowadzona jest przez Ojców Jezuitów. Obecny kościół został wybudowany w latach 1985–1993, konsekrowany 31 lipca 2001. W kościele znajduje się zabytkowy, pochodzący z 1850 roku obraz z podobizną patrona. W 2007 roku sprowadzono z Hamburga 76 głosowe organy mechaniczne. Od 2005 roku Parafia organizuje Międzynarodowy Letni Festiwal Muzyczny "Słowo i Muzyka u Jezuitów". Od dnia 3 grudnia 2017 roku Parafia otrzymała drugiego Patrona św. Andrzeja Bobolę. Na terenie Parafii znajduje się kaplica parafialna pod wezwaniem św. Andrzeja Boboli, która pierwotnie stanowiła centrum życia duszpasterskiego. Obecnym proboszczem jest o. Tomasz Klin SJ.